# Zāv-e Bālā
Zāv-e Bālā (persiska: زاو, زاو بالا) är en ort i Iran.   Den ligger i provinsen Golestan, i den norra delen av landet, 400 km nordost om huvudstaden Teheran. Zāv-e Bālā ligger 483 meter över havet och antalet invånare är 443.
Terrängen runt Zāv-e Bālā är bergig. Runt Zāv-e Bālā är det ganska glesbefolkat, med 48 invånare per kvadratkilometer. Närmaste större samhälle är Arjanlī, 7,2 km sydväst om Zāv-e Bālā. I omgivningarna runt Zāv-e Bālā växer i huvudsak blandskog.